# KNVB Beker 1969/70
Het seizoen 1969/70 van de KNVB Beker was de 52e editie van de Nederlandse voetbalcompetitie met als inzet de KNVB Beker en een plek in de Europa Cup II. Er werd gespeeld volgens het knock-outsysteem.
Winnaar werd Ajax, dat PSV in de finale met 2-0 versloeg. Opmerkelijk hierbij was dat Ajax in de derde ronde tegen AZ '67 aanvankelijk werd uitgeschakeld, maar als lucky loser toch voor de kwartfinale werd geplaatst. Aangezien Ajax tevens landskampioen werd, plaatste verliezend finalist PSV zich voor de Europacup II 1970/71.

## Deelnemers
Aan het toernooi namen alle teams uit de Nederlandse Eredivisie, Eerste divisie en Tweede divisie deel, 53 in totaal. Feijenoord was in de eerste ronde vrijgeloot, AGOVV in de tweede ronde.
| Niveau         | Totaal | Ronde 1 | Ronde 2 | Ronde 3 | Kwartfinale | Halve finale | Finale |
| -------------- | ------ | ------- | ------- | ------- | ----------- | ------------ | ------ |
| Eredivisie     | 18     | 17      | 15      | 11      | 7           | 4            | 2      |
| Eerste divisie | 18     | 18      | 8       | 2       | 1           | -            | -      |
| Tweede divisie | 17     | 17      | 3       | 1       | -           | -            | -      |
| Totaal         | 53     | 52      | 26      | 14      | 8           | 4            | 2      |

## Toernooi

### Eerste ronde
De wedstrijden in de eerste ronde waren gepland op 19 oktober 1969. Aan deze ronde deden 52 ploegen mee. Feijenoord was als regerend bekerhouder vrijgesteld. Van de overige zeventien ploegen uit de Eredivisie werden SVV, N.E.C. en Holland sp in deze ronde uitgeschakeld.
| Datum            | Wedstrijd                   | Uitslag                    | Scoreverloop |
| ---------------- | --------------------------- | -------------------------- | --- |
| 19 oktober 1969  | SC Drente – Go Ahead        | 0 – 6 (0 – 4)              | 10' Gerrie de Goede 0-1, 20' Oeki Hoekema 0-2, 29' Kees Aarts 0-3, 41' André van der Ley 0-4, 51' Kees Aarts 0-5, 82' Oeki Hoekema 0-6                                                             |
| 19 oktober 1969  | Velox – SVV                 | 2 – 1 (1 – 1)              | 20' Aad Koudijzer 0-1, 38' Peter Aardoom 1-1, 66' Joop Steenhuis 2-1 |
| 19 oktober 1969  | Fortuna Vl – SC Cambuur     | 3 – 1 (1 – 0)              | 12' Jan Hordijk 1-0, 46' Koos de Gooijer 2-0, 70' Piet Teuling 3-0, 88' Gerrie de Jonge 3-1 |
| 19 oktober 1969  | RCH – DWS                   | 1 – 3 (1 – 1)              | 5' Ton Smit (pen) 1-0, 10' Finn Seemann (pen) 1-1, 52' Stanley Bish 1-2, 89' Stanley Bish 1-3 |
| 19 oktober 1969  | ZFC – Telstar               | 0 – 2 (0 – 1)              | 31' Cees de Vries 0-1, 87' Dick Beek 0-2 |
| 19 oktober 1969  | Heracles – FC Den Bosch '67 | 0 – 1 (0 – 1)              | 19' Ad Graaumans 0-1 |
| 19 oktober 1969  | Wageningen – NAC            | 2 – 4 (1 – 2)              | 9' Jan van Gorp 0-1, 27' Bertus Quaars 0-2, 35' Ton van de Weerd 1-2, 48' Jan van Gorp 1-3, 79' Hans Posthumus 2-3, 85' Jan van Gorp (pen) 2-4                                                     |
| 19 oktober 1969  | RBC – Fortuna SC            | 4 – 1 (3 – 0)              | 2' Frie Nouwens 1-0, 22' Ben Redel 2-0, 30' Ben Redel 3-0, 70' Frie Nouwens 4-0, 80' Louis Dullens 4-1                                                                                             |
| 19 oktober 1969  | Helmond Sport – Willem II   | 0 – 2 (0 – 0)              | 57' Gerrie Deijkers 0-1, 80' Gerrie Deijkers (pen) 0-2 |
| 19 oktober 1969  | HVC – De Volewijckers       | 0 – 1 (0 – 0)              | 75' Co Meijer 0-1 |
| 19 oktober 1969  | Roda JC – GVAV              | 0 – 1 (0 – 1)              | 10' Henk Cornelis 0-1 |
| 19 oktober 1969  | Heerenveen – DOS            | 1 – 2 (1 – 1)              | 9' Jaap Mulder 1-0, 35' Tonnie Nieuwenhuys 1-1, 54' Johan Plageman 1-2 |
| 19 oktober 1969  | Vitesse – Blauw Wit         | 3 – 1 (2 – 0)              | 10' Bennie Hofs 1-0, 44' Chris de Vries 2-0, 55' Richard Schemmekes 2-1, 80' Ton van Wijk (pen) 3-1                                                                                                |
| 19 oktober 1969  | FC VVV – ADO                | 0 – 6 (0 – 4)              | 25' Joop Korevaar 0-1, 27' Niels-Christian Holmstrøm 0-2, 29' Niels-Christian Holmstrøm 0-3, 31' Niels-Christian Holmstrøm 0-4, 60' Niels-Christian Holmstrøm 0-5, 89' Aad Mansveld 0-6            |
| 19 oktober 1969  | De Graafschap – DFC         | 1 – 0 (0 – 0)              | 47' Franz Möllers 1-0 |
| 19 oktober 1969  | SC Gooiland – AZ '67        | 0 – 0 n.v.                 | AZ '67 wint na strafschoppen |
| 19 oktober 1969  | NOAD – Haarlem              | 0 – 2 (0 – 0)              | 65' Dries Boszhard 0-1, 76' Beer Wentink 0-2 |
| 19 oktober 1969  | Hermes DVS – Veendam        | 2 – 0 (1 – 0)              | 3' Cees van Kooten 1-0, 85' Ger Bakkes 2-0 |
| 19 oktober 1969  | Baronie – MVV               | 1 – 3 (0 – 2)              | 30' Wim Reijers 0-1, 40' Ivan Mráz 0-2, 85' Willy Brokamp 0-3, 89' Piet Maas 1-3 |
| 19 oktober 1969  | Elinkwijk – N.E.C.          | 1 – 0 (0 – 0)              | 71' Jan Groenendijk 1-0 |
| 19 oktober 1969  | AGOVV – Volendam            | 1 – 0 (0 – 0)              | 87' Jan Fiechter 1-0 |
| 14 december 1969 | Eindhoven – PSV             | 1 – 2 (1 – 0)              | 21' Willy Senders 1-0, 62' Lazar Radović 1-1, 66' Nico Mares 1-2 |
| 14 december 1969 | Limburgia – Sparta          | 1 – 6 (1 – 2)              | 4' Gène Gerards 1-0, 30' Jørgen Kristensen 1-1, 31' Peter de Quant 1-2, 55' Henk (Charly) Bosveld 1-3, 63' Henk (Charly) Bosveld 1-4, 70' Henk (Charly) Bosveld 1-5, 85' Henk (Charly) Bosveld 1-6 |
| 14 december 1969 | PEC – FC Twente '65         | 0 – 3 (0 – 1)              | 39' Jan Streuer 0-1, 71' Eddy Achterberg 0-2, 80' Antal Nagy 0-3 |
| 14 december 1969 | EDO – Ajax                  | 0 – 4 (0 – 2)              | 8' Barry Hulshoff 0-1, 16' Johan Cruijff 0-2, 63' Piet Keizer 0-3, 89' Piet Keizer 0-4 |
| 14 december 1969 | Excelsior – Holland Sport   | 2 – 2 n.v. (2 – 2) (1 – 0) | 35' Thijs Libregts 1-0, 57' Aad den Butter 2-0, 71' Joop van Maurik 2-1, 88' Robbie van der Bol 2-2 Excelsior wint na strafschoppen                                                                |

### Tweede ronde
Aan de tweede ronde namen vijftien ploegen uit de Eredivisie, acht uit de Eerste divisie en drie uit de Tweede divisie deel. Bekerhouder Feyenoord speelde zijn eerste wedstrijd, na een bye in de eerste ronde, maar werd direct uitgeschakeld door GVAV. AGOVV was voor de tweede ronde vrijgeloot.
| Datum         | Wedstrijd                       | Uitslag            | Scoreverloop |
| ------------- | ------------------------------- | ------------------ | --- |
| 1 maart 1970  | De Volewijckers – De Graafschap | 0 – 1 (0 – 1)      | 31' Guus Hiddink 0-1 |
| 1 maart 1970  | Fortuna Vl – AZ '67             | 1 – 2 (1 – 1)      | 3' Jan Baksteen 1-0, 22' Jan Liberda 1-1, 61' Gerard Vredenburg 1-2                                                                              |
| 1 maart 1970  | PSV – FC Den Bosch '67          | 4 – 2 (3 – 1)      | 3' Nico Mares 1-0, 4' Eef Mulders 1-1, 8' Willy van der Kuijlen 2-1, 38' Willy van der Kuijlen 3-1, 63' Wietse Veenstra 4-1, 85' Eef Mulders 4-2 |
| 1 maart 1970  | Telstar – Excelsior             | 5 – 0 (2 – 0)      | 19' Dick Beek 1-0, 40' Frans van Essen 2-0, 65' Dick Beek 3-0, 80' Dick Beek 4-0, 82' Dick Beek 5-0                                              |
| 1 maart 1970  | Sparta – Haarlem                | 1 – 2 (0 – 1)      | 19' Piet Hoeben 0-1, 46' Piet Hoeben 0-2, 70' Hans Eijkenbroek (pen) 1-2                                                                         |
| 1 maart 1970  | ADO – DOS                       | 4 – 1 (3 – 0)      | 27' Harald Berg 1-0, 32' René Pas 2-0, 40' Niels-Christian Holmstrøm 3-0, 65' Leo van Veen 3-1, 80' Aad Mansveld 4-1                             |
| 1 maart 1970  | Go Ahead – RBC                  | 3 – 0 (2 – 0)      | 21' Oeki Hoekema 1-0, 38' Gerrie de Goede 2-0, 53' Pierre van Hal (e.d.) 3-0                                                                     |
| 1 maart 1970  | FC Twente '65 – NAC             | 3 – 2 (2 – 1)      | 23' Addy Brouwers 0-1, 43' Jan Jeuring 1-1, 45' Theo Pahlplatz 2-1, 57' Jan van Gorp 2-2, 85' Jan Jeuring 3-2                                    |
| 1 maart 1970  | Elinkwijk – Willem II           | 1 – 0 n.v.         | 112' Jan Groenendijk 1-0 |
| 1 maart 1970  | MVV – Velox                     | 1 – 0 (0 – 0)      | 51' Wim Reijers 1-0 |
| 1 maart 1970  | DWS – Hermes DVS                | 3 – 1 n.v. (0 – 0) | 94' Klaas Nuninga 1-0, 98' Wim Muller 2-0, 112' Karel Bonsink 3-0, 114' Aad van der Voort 3-1                                                    |
| 1 maart 1970  | Vitesse – Ajax                  | 1 – 3 (0 – 1)      | 11' Piet Keizer 0-1, 57' Nico Kunst 1-1, 72' Dick van Dijk 1-2, 78' Johan Cruijff 1-3                                                            |
| 12 maart 1970 | Feijenoord – GVAV               | 0 – 1 (0 – 1)      | 18' Bjarne Jensen 0-1 |

### Derde ronde
Aan de derde ronde namen elf ploegen uit de Eredivisie, twee uit de Eerste divisie en één uit de Tweede divisie (AGOVV) deel. Ajax leed een verlies tegen AZ'67, maar bekerde als lucky loser toch door. Van de zeven wedstrijden werden er drie door een strafschoppenreeks beslist.
| Datum         | Wedstrijd                 | Uitslag                    | Scoreverloop |
| ------------- | ------------------------- | -------------------------- | --- |
| 12 april 1970 | AZ '67 – Ajax             | 2 – 1 (1 – 1)              | 5' Chris Dekker 1-0, 26' Johan Cruijff 1-1, 61' Chris Dekker                                                              |
| 12 april 1970 | Go Ahead – FC Twente '65  | 0 – 0 n.v.                 | FC Twente '65 wint na strafschoppen                                                                                       |
| 12 april 1970 | ADO – Haarlem             | 2 – 2 n.v. (2 – 2) (0 – 1) | 12' Beer Wentink 0-1, 65' Lex Schoenmaker 1-1, 75' Wietze Couperus (pen) 1-2, 88' Harry Vos 2-2 ADO wint na strafschoppen |
| 12 april 1970 | PSV – Telstar             | 1 – 1 n.v. (0 – 0)         | 94' Nico Mares 1-0, 114' Fred André 1-1 PSV wint na strafschoppen                                                         |
| 12 april 1970 | GVAV – MVV                | 2 – 0 (1 – 0)              | 42' Bjarne Jensen 1-0, 89' Bjarne Jensen 2-0                                                                              |
| 12 april 1970 | De Graafschap – Elinkwijk | 1 – 2 (0 – 0)              | 70' Theo van Londen 1-0, 74' Serry Nieuwhoff 1-1, 84' Jan van Tamelen 1-2                                                 |
| 12 april 1970 | AGOVV – DWS               | 1 – 4 (0 – 2)              | 2' Finn Seemann 0-1, 23' Finn Seemann 0-2, 54' Klaas Nuninga 0-3, 60' Jan Fiechter (pen) 1-3, 72' Chris Bachofner 1-4     |

### Kwartfinales
In de kwartfinale was nog één club uit de Eerste divisie overgebleven, namelijk Elinkwijk. FC Twente '65 was echter een maatje te groot voor de Utrechtse ploeg. De overige zeven clubs kwamen allen uit de Eredivisie. De vier wedstrijden werden gespeeld op 22 april 1970.
| Datum         | Wedstrijd                 | Uitslag       | Scoreverloop                                                              |
| ------------- | ------------------------- | ------------- | ------------------------------------------------------------------------- |
| 22 april 1970 | FC Twente '65 – Elinkwijk | 2 – 0 (0 – 0) | 49' Ferry Pirard 1-0, 89' Antal Nagy 2-0                                  |
| 22 april 1970 | PSV – ADO                 | 2 – 0 (0 – 0) | 89' Willy van der Kuijlen 1-0, 90' Bent Schmidt-Hansen 2-0                |
| 22 april 1970 | GVAV – AZ '67             | 1 – 0 (0 – 0) | 57' Henk Oosterwold 1-0                                                   |
| 22 april 1970 | DWS – Ajax                | 1 – 2 (1 – 0) | 16' Frits Flinkevleugel 1-0, 54' Sjaak Swart 1-1, 85' Tom Søndergaard 1-2 |

### Halve finales
Ajax en PSV plaatsten zich middels overwinningen op respectievelijk FC Twente '65 en GVAV voor de finale. De wedstrijden in de halve finale vonden zoals gebruikelijk op neutraal terrein plaats. Met een wedstrijd in het Olympisch Stadion speelde Ajax echter wel in de eigen stad.
| Datum                                 | Wedstrijd            | Uitslag       | Scoreverloop                                                                                 |
| ------------------------------------- | -------------------- | ------------- | -------------------------------------------------------------------------------------------- |
| 14 mei 1970 terrein Olympisch Stadion | Ajax – FC Twente '65 | 4 – 0 (2 – 0) | 25' Johan Cruijff 1-0, 33' Dick van Dijk 2-0, 69' Johan Cruijff 3-0, 79' Tom Søndergaard 4-0 |
| 14 mei 1970 terrein Goffertstadion    | PSV – GVAV           | 1 – 0 (1 – 0) | 14' Willy van der Kuijlen 1-0                                                                |

### Finale
De finale vond plaats op 27 mei 1970 in Stadion De Vliert in 's-Hertogenbosch. Ajax, dat zich al eerder verzekerd had van het landskampioenschap, werd tevens winnaar van de beker. Het was de vijfde keer dat Ajax de nationale beker won.
|                               |                                   |               |     |                                                                              |
| 27 mei 1970 Finale KNVB Beker | Ajax                              | 2 – 0 (1 – 0) | PSV | De Vliert, 's-Hertogenbosch Toeschouwers: 32.000 Scheidsrechter: Wim Schalks |
| 27 mei 1970 Finale KNVB Beker | Piet Keizer 22' Johan Cruijff 69' |               |     | De Vliert, 's-Hertogenbosch Toeschouwers: 32.000 Scheidsrechter: Wim Schalks |

| Ajax          |  |                 |                           |
|               |  |                 |                           |
| DM            |  | Heinz Stuy      |                           |
|               |  | Ruud Suurendonk |                           |
|               |  | Velibor Vasović |                           |
|               |  | Ruud Krol       |                           |
|               |  | Wim Suurbier    | Werd van het veld gehaald |
|               |  | Sjaak Swart     |                           |
|               |  | Nico Rijnders   |                           |
|               |  | Gerrie Mühren   |                           |
|               |  | Tom Søndergaard |                           |
|               |  | Johan Cruijff   |                           |
|               |  | Piet Keizer     |                           |
| Wisselspeler: |  |                 |                           |
|               |  | Barry Hulshoff  | Werd in het veld gebracht |
| Trainer:      |  |                 |                           |
| Rinus Michels |  |                 |                           |

| PSV           |  |                       |                           |
|               |  |                       |                           |
| DM            |  | Pim Doesburg          |                           |
|               |  | Wim van den Dungen    |                           |
|               |  | Jacques van Stippent  |                           |
|               |  | Lazar Radović         |                           |
|               |  | Peter Kemper          |                           |
|               |  | Kresten Bjerre        |                           |
|               |  | Pleun Strik           |                           |
|               |  | Wietse Veenstra       |                           |
|               |  | Bent Schmidt Hansen   |                           |
|               |  | Willy van der Kuijlen | Werd van het veld gehaald |
|               |  | Peter Ressel          |                           |
| Wisselspeler: |  |                       |                           |
|               |  | Daan Schrijvers       | Werd in het veld gebracht |
| Trainer:      |  |                       |                           |
| Kurt Linder   |  |                       |                           |

| KNVB Beker 1969/70 |
| ------------------ |
| Ajax Vijfde titel  |

## Topscorers
| # | Naam                      | Naam    | Goals |
| - | ------------------------- | ------- | ----- |
| 1 | Johan Cruijff             | Ajax    | 6     |
| 2 | Dick Beek                 | Telstar | 5     |
| 2 | Niels-Christian Holmstrøm | ADO     | 5     |
| 4 | Henk (Charly) Bosveld     | Sparta  | 4     |
| 4 | Jan van Gorp              | NAC     | 4     |
| 4 | Piet Keizer               | Ajax    | 4     |
| 4 | Willy van der Kuijlen     | PSV     | 4     |

Seizoenen: 1898/99 · 1899/00 · 1900/01 · 1901/02 · 1902/03 · 1903/04 · 1904/05 · 1905/06 · 1906/07 · 1907/08 · 1908/09 · 1909/10 · 1910/11 · 1911/12 · 1912/13 · 1913/14 · 1914/15 · 1915/16 · 1916/17 · 1917/18 · 1918/19 · 1919/20 · 1920/21 · 1921/22 · 1922/23 · 1923/24 · 1925 · 1925/26 · 1926/27 · 1927/28 · 1928/29 · 1929/30 · 1930/31 · 1931/32 · 1932/33 · 1933/34 · 1934/35 · 1935/36 · 1936/37 · 1937/38 · 1938/39 · 1939/40 · 1940/41 · 1941/42 · 1942/43 · 1943/44 · 1944/45 · 1945/46 · 1946/47 · 1947/48 · 1948/49 · 1949/50 · 1950/51 · 1951/52 · 1952/53 · 1953/54 · 1954/55 · 1955/56 · 1956/57 · 1957/58 · 1958/59 · 1959/60 · 1960/61 · 1961/62 · 1962/63 · 1963/64 · 1964/65 · 1965/66 · 1966/67 · 1967/68 · 1968/69 · 1969/70 · 1970/71 · 1971/72 · 1972/73 · 1973/74 · 1974/75 · 1975/76 · 1976/77 · 1977/78 · 1978/79 · 1979/80 · 1980/81 · 1981/82 · 1982/83 · 1983/84 · 1984/85 · 1985/86 · 1986/87 · 1987/88 · 1988/89 · 1989/90 · 1990/91 · 1991/92 · 1992/93 · 1993/94 · 1994/95 · 1995/96 · 1996/97 · 1997/98 · 1998/99 · 1999/00 · 2000/01 · 2001/02 · 2002/03 · 2003/04 · 2004/05 · 2005/06 · 2006/07 · 2007/08 · 2008/09 · 2009/10 · 2010/11 · 2011/12 · 2012/13 · 2013/14 · 2014/15 · 2015/16 · 2016/17 · 2017/18 · 2018/19 · 2019/20 · 2020/21 · 2021/22 · 2022/23 · 2023/24 · 2024/25
Finales: 2013 · 2014 · 2015 · 2016 · 2017 · 2018 · 2019 · 2020 · 2021 · 2022 · 2023 · 2024
Nederland: Eredivisie · Eerste divisie · Tweede divisie · Derde divisie/Topklasse · KNVB Beker
Europa: Champions League · Europa Cup I · Europa Cup II · Europa League · UEFA Cup · Jaarbeursstedenbeker · Intertoto Cup